# Oliver Wimmer
Oliver Wimmer (* 14. April 1991 in Wien) ist ein österreichischer Popsänger, der durch den Sieg in der vierten Staffel des Starmania bekannt wurde.

## Leben
Die frühen Kindheitsjahre seines Lebens verbrachte Oliver Wimmer in seinem Geburtsort Wien. Nachdem seine Eltern sich scheiden ließen, zog er nach Neufeld an der Leitha im Burgenland.
Erste Bühnenerfahrung sammelte Oliver Wimmer mit der Pop-Punkband Sunday Monday Tuesday sowie als Solokünstler. 2008 nahm er als Schüler beim ORF-Casting zur Gesangsshow Starmania teil und kam in die engere Auswahl. Schließlich schaffte er es bis ins große Finale, das am 30. Jänner 2009 über die Bühne ging. Dort konnte er sich gegen die Niederösterreicherin Silvia Strasser durchsetzen und somit die vierte Starmania-Staffel gewinnen. Im entscheidenden Final-Duell gegen Strasser sang Wimmer den für ihn geschriebenen Rock-Song „Blown Away“, der am 6. Februar 2009 als Single veröffentlicht wurde. Mit diesem Lied erzielte Oliver ein Saalvoting von 9.8, das höchste in der Geschichte von Starmania. Ab dem 27. Februar trat Wimmer im Rahmen der Starmania-Tour auf. Wimmer wurde nach seinem Sieg bei Starmania von DEAG Music unter Vertrag genommen.
Er war 2009 mit Ex-Starmania-Teilnehmerin Milena Sickinger liiert.
Oliver nahm 2009 an der Show „Das Rennen“ auf ORF teil. Zusammen mit den anderen Teilnehmern wurde die CD „Herrlich“ aufgenommen und unter dem Bandnamen „DownHillRacers“ veröffentlicht.
Im Herbst 2010 wurde Wimmer für die österreichische Vorentscheidung zum Eurovision Song Contest 2011 nominiert und kam in die engere Auswahl unter die besten 10. Dort konnte dann aber Nadine Beiler das Rennen für sich entscheiden.
Seit Herbst 2011 studiert er an der Popakademie Baden-Württemberg im Bachelorstudiengang Popmusikdesign.
Im Herbst 2015 brachte er als Leadsänger der deutschen Band AudioDamn! die Single Lights out! auf den Markt. Das renommierte „Billboard“-Magazin zählte die Band zu den Hits von morgen (Tomorrow's Hits).

## Diskografie

### Singles
- Blown Away (2009)
- Brown Eyes Blue (2009)
- Over My Shoulder (2009)
- 14 Hours (2009)
- Let Love Kick In (2011)

### Alben
- 14 Hours (2009)